# Championnat de France Pro B de tennis de table 2015-2016
Navigation
Pro B 2014-2015 Pro B 2016-2017
Le Championnat de France Pro B de tennis de table 2015-2016 est la treizième édition du Championnat de France Pro B de tennis de table, second niveau des championnats de tennis de table par équipes en France. Il débute le 26 septembre 2015 pour se terminer le 4 juin 2016.
| \| CA Mayenne AL Échirolles-Eybens Mulhouse TT CTT Élancourt ASRTT Etival-Raon Paris 13 TT EP Isséenne St-Denis H/F Pontault-Combault Loire Nord Nice Cavigal SPO Rouen Gd-Quevilly Metz TT Morez HJ \| Localisation des clubs engagés dans le championnat. |
| CA Mayenne AL Échirolles-Eybens Mulhouse TT CTT Élancourt ASRTT Etival-Raon Paris 13 TT EP Isséenne St-Denis H/F Pontault-Combault Loire Nord Nice Cavigal SPO Rouen Gd-Quevilly Metz TT Morez HJ                                                           |

## Championnat masculin

### Classement Général
| Rang | Équipe                      | Pts | J  | V  | N | D  | F | Pp | Pc | Diff |
| ---- | --------------------------- | --- | -- | -- | - | -- | - | -- | -- | ---- |
| 1    | Roanne-Coteau Loire Nord TT | 50  | 18 | 15 | 2 | 1  | 0 | 67 | 22 | +45  |
| 2    | PPC Villeneuve              | 44  | 18 | 12 | 2 | 4  | 0 | 58 | 31 | +27  |
| 3    | CTT Bruille                 | 40  | 18 | 10 | 2 | 6  | 0 | 52 | 43 | +9   |
| 4    | EP Isséenne                 | 39  | 18 | 9  | 3 | 6  | 0 | 53 | 41 | +12  |
| 5    | US Saint-Denis              | 37  | 18 | 8  | 3 | 7  | 0 | 51 | 48 | +3   |
| 6    | Argentan Bayard             | 36  | 18 | 6  | 6 | 6  | 0 | 47 | 50 | -3   |
| 7    | Nice Cavigal                | 35  | 18 | 7  | 4 | 7  | 0 | 45 | 48 | -3   |
| 8    | Metz TT                     | 30  | 18 | 4  | 4 | 10 | 0 | 37 | 54 | -17  |
| 9    | ASTT Miramas                | 27  | 18 | 3  | 3 | 12 | 0 | 38 | 60 | -22  |
| 10   | TT Neuves-Maison            | 21  | 18 | 1  | 1 | 16 | 0 | 16 | 67 | -51  |

## Championnat féminin

### Clubs participants
- 1. ASRTT Etival-Raon (Champion 2015-2016, Promu)
- 2. Schiltigheim SU TT
- 3. Saint-Denis US 93 TT
- 4. TT Joué-lès-Tours
- 5. Paris 13 TT
- 6. Entente Saint-Pierraise
- 7. ASPC Nîmes (Relégation)